# Рубен Мальдонадо
Рубен Мальдонадо (ісп. Rubén Maldonado, нар. 29 квітня 1979, Асунсьйон) — парагвайський футболіст, що грав на позиції захисника.

## Клубна кар'єра
У дорослому футболі дебютував 1997 року виступами за команду «Олімпія» (Асунсьйон), в якій провів три сезони, взявши участь у 64 матчах чемпіонату і в кожному з сезонів став чемпіоном Парагваю.
1999 року Мальдонадо перебрався до Італії, де став гравцем «Венеції». Втім у новій команді закріпитись не зумів і 2002 року на правах оренди виступав за «Козенцу», після чого повернувся до «Венеції». Цього разу провів у її складі команди три сезони.
З 2005 року три сезони захищав кольори команди клубу «Наполі» і за цей час вийшов з командою з Серії С1 до Серії А, після чого перейшов на правах оренди у «К'єво», з яким теж вийшов до Серії А у 2008 році.
11 серпня 2008 року Мальдонадо став гравцем аргентинського клубу «Хімнасія і Есгріма» (Ла-Плата), а з 2010 року грав на батьківщині за клуби «Олімпія» (Асунсьйон) та «Спортіво Карапегуа».
У 2013—2014 роках Рубен грав у другому аргентинському дивізіоні за «Бока Унідос», після чого остаточно повернувся до Парагваю і виступав за «Гуарані» (Асунсьйон) та «Насьйональ», а завершив ігрову кар'єру у нижчоліговому парагвайському клубі «Такуарі».

## Виступи за збірні
У складі молодіжної збірної Парагваю поїхав на молодіжний чемпіонат світу 1999 року в Нігерії, де забив у матчі групового етапу з Коста-Рикою (3:1), а збірна вилетіла в 1/8 фіналу.
28 квітня 1999 року дебютував в офіційних матчах у складі національної збірної Парагваю в товариській грі проти Мексики. Протягом кар'єри у національній команді, яка тривала 9 років, провів у її формі 12 матчів, усі — товариські.

## Досягнення
- Чемпіон Парагваю (3): 1997, 1998, 1999

| Дата       | Місто                | Господарі      | Результат          | Гості     | Турнір           | Голи | Примітки |
| ---------- | -------------------- | -------------- | ------------------ | --------- | ---------------- | ---- | -------- |
| 28-4-1999  | Педро-Хуан-Кабальєро | Парагвай       | 2 – 1              | Мексика   | товариський матч | -    |          |
| 15-10-1999 | Гватемала (місто)    | Гватемала      | 0 – 0              | Парагвай  | товариський матч | -    |          |
| 27-1-2001  | Гонконг              | Південна Корея | 1 – 1 (6 – 5 п.п.) | Парагвай  | товариський матч | -    |          |
| 26-3-2003  | Сан-Дієго            | Мексика        | 1 – 1              | Парагвай  | товариський матч | -    | 81'      |
| 29-3-2003  | Алахуела             | Коста-Рика     | 2 – 1              | Парагвай  | товариський матч | -    |          |
| 30-4-2003  | Ліма                 | Перу           | 0 – 1              | Парагвай  | товариський матч | -    | 46'      |
| 11-6-2003  | Сайтама              | Японія         | 0 – 0              | Парагвай  | товариський матч | -    |          |
| 2-7-2003   | Сан-Франциско        | Парагвай       | 1 – 0              | Сальвадор | товариський матч | -    |          |
| 6-7-2003   | Колумбус             | США            | 2 – 0              | Парагвай  | товариський матч | -    |          |
| 9-7-2003   | Кінгстон             | Ямайка         | 2 – 0              | Парагвай  | товариський матч | -    | 15'      |
| 28-3-2007  | Богота               | Колумбія       | 2 – 0              | Парагвай  | товариський матч | -    |          |
| 12-9-2007  | Богота               | Колумбія       | 1 – 0              | Парагвай  | товариський матч | -    | 82'      |
| Усього     |                      | Матчів         | 12                 |           | Голів            | 0    |          |